# Гранд-Ронд

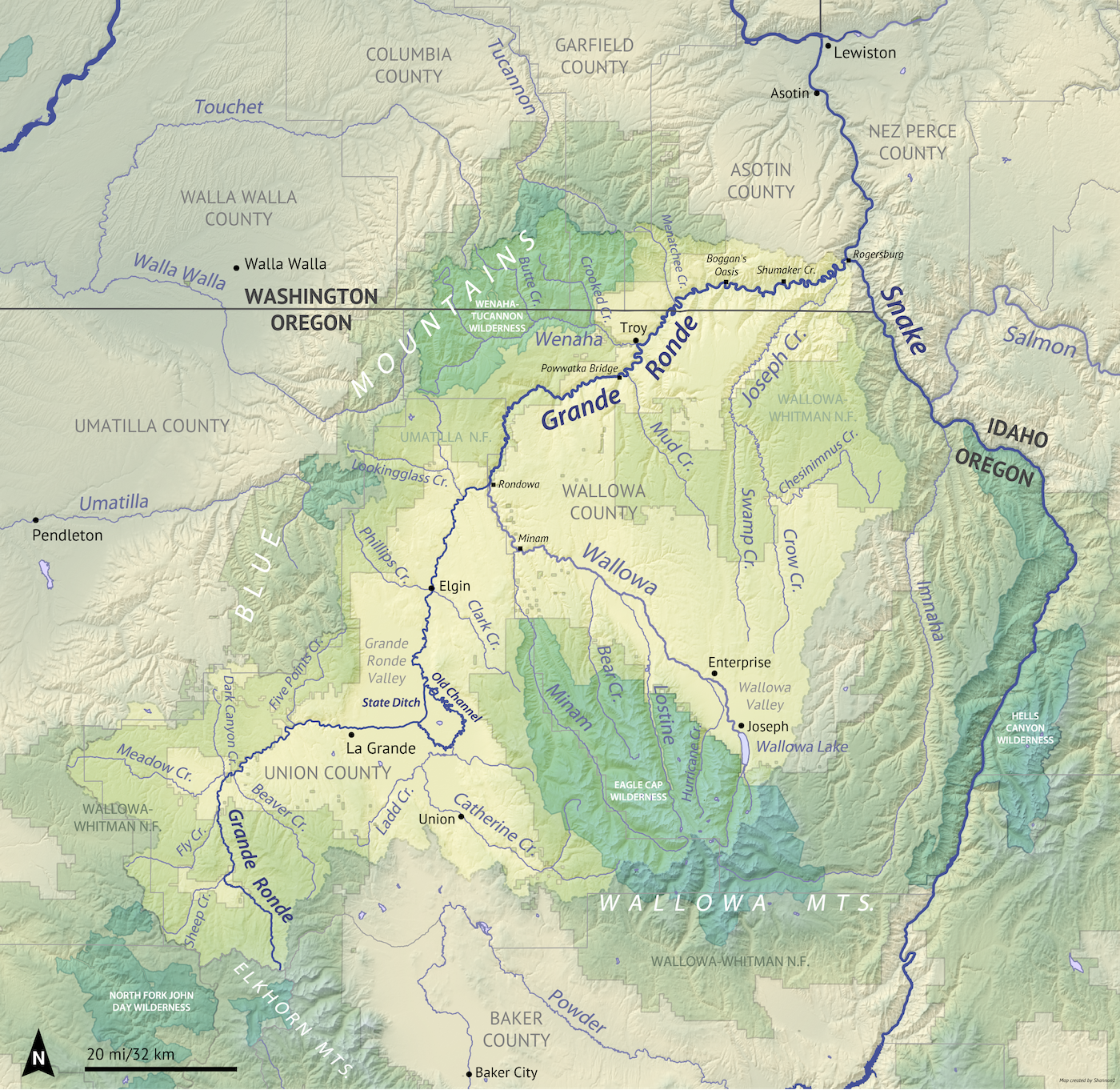
Карта бассейна реки

Гранд-Ронд (англ. Grande Ronde River) — река на северо-востоке штата Орегон и юго-востоке штата Вашингтон, США. Левый приток реки Снейк. Длина составляет 293 км; площадь бассейна — около 10 697 км².
Берёт начало на юго-западе округа Юнион штата Орегон, в районе горного хребта Блу-Маунтинс, на территории национального леса Уаллоуа-Уайтман, примерно в 32 км к югу от города Ла-Гранд. Течёт сперва на север, вдоль хребта, затем поворачивает на восток, протекает через Ла-Гранд, после которого течёт главным образом в северо-восточном направлении, между хребтами Блу-Маунтинс и Уаллоуа. К востоку от Ла-гранд принимает приток Катерин-Крик. Примерно в 16 км к северо-западу от Минам в Гранд-Ронд впадает река Уаллоуа. Продолжает течь на северо-восток, у городка Трой, к югу от границы с Вашингтоном, принимает приток Уэнаха. Протекает через крайний юго-восток штата Вашингтон и впадает в Снейк в 8 км к северу от границы со штатом Орегон. Примерно в 3,2 км выше своего устья принимает приток Джозеф-Крик.